# Òscar Hernández Creus
Oscar Hernandez Creus (Terrassa, 24 de setembre 1976) és un entrenador de futbol professional i exfutbolista català que actualment és el segon entrenador del club de La Lliga, el Futbol Club Barcelona.
La seva carrera com a entrenador va començar l'any 2015 al cos tècnic de l'Aspire Academy, una acadèmia d'esports amb seu a Doha, Qatar. Al cap de quatre anys, va convertir-se en el segon entrenador de l'Al-Sadd, fins que va arribar al Barça també com a segon entrenador, de la mà del seu germà, Xavi Hernández, el qual va ser contractat com a entrenador del primer equip masculí l'any 2021.

## Biografia
Òscar Hernández va néixer a Terrassa i és membre de la familia Hernández, que inclou el seu germà, Xavi Hernández, un conegut exjugador del Barça.
 Va passar la seva infantesa envoltat de futbol gràcies a la influència del seu germà. Nascut a Terrassa, Barcelona el pare d'Óscar Hernández, Joaquim Hernández, va ser exjugador del Sabadell de primera divisió. És el germà gran de Xavi, que també és exjugador i entrenador.
Del 2015 al 2019, va ser el gerent de l'Aspire Academy a Qatar. Després va començar a treballar com a assistent del seu germà Xavi.

## Carrera com a jugador
Oscar Hernàndez com a Jugador: Òscar Hernandez va exercir com a jugador en diversos equips, com Gavà, Mataró, Balaguer, Tàrrega, Terrassa i JA Terrassa. Tot i ser futbolista durant 12 anys, no va aconseguir arribar al mateix nivell que el seu germà, Xavi Hernández.
Va començar la seva carrera de jugador sènior a Terassa el 1995, fent 3 aparicions al club. Després va jugar a la UE Tàrrega i al Balaguer, i després es va cedir al Mataró, on va jugar 133 partits i va marcar 8 gols. El 2004 es va traslladar al Gavà on va jugar fins a la seva retirada el 2007.

## Transició a entrenador
Després de reconèixer que no arribaria a ser professional com a jugador, Òscar Hernández va decidir interessar-se per la carrera d'entrenador. Va començar a treure’s el títol d'entrenador i va començar a entrenar nens petits al club de la seva ciutat, Terrassa. Va continuar avançant en les categories fins que va ser ofert a entrenar el primer equip del Terrassa.

## Carrera com a entrenador
La seva carrera com a entrenador va començar a l'Aspire Academy a Doha, Qatar, el 2015. Després d'aquesta etapa, va passar a ser el segon entrenador de l'equip Al Sadd. Finalment, va arribar al FC Barcelona com a segon entrenador, treballant al costat del seu germà Xavi Hernández com a entrenador principal. L'Oscar va decidir marxar a Qatar amb el Xavi Hernández, que havia deixat el FC Barcelona després d'aconseguir un històric triplet amb l'equip dirigit per Luis Enrique.
A terres qatarianes, Óscar Hernández, el germà de Xavi, va assumir el rol de formador de joves futbolistes en una acadèmia coneguda com Aspire. Aspire, una acadèmia de desenvolupament de futbolistes, va ser fundada el 2004 i s'ha guanyat un renom destacat a Catalunya. Això es deu en gran manera a la seva participació activa al MIC Football, un prestigiós torneig internacional de futbol juvenil que ha estat un atractiu històric a la regió. La tasca d'Óscar com a formador a Aspire va contribuir al creixement i desenvolupament de joves talents futbolístics a la regió de Catalunya.

## Palmarès

### Segon entrenador
Al Sadd
- Lliga qatariana de futbol: 2020–21
- Copa de Qatar: 2020, 2021
- Copa del Xeic Jassem de Qatar: 2019
- Copa de l'Emir de Qatar: 2020, 2021
- Copa de les Estrelles de Qatar: 2019–20

FC Barcelona
- La Liga: 2022–23[14]
- Supercopa d'Espanya: 2022–23